# 1926年路易斯安那飓风
1926年路易斯安那飓风（英語：1926 Louisiana hurricane）在1926年8月下旬对美国墨西哥湾沿岸地区构成重创，并以路易斯安那州灾情特别严重，还是1926年大西洋飓风季的第三场热带风暴和第三场飓风，于8月20日经中加勒比海的大规模低气压区发展成型。气旋向西北移动并缓慢增强，于8月21日成为热带风暴，并在经过尤卡坦海峡后达到飓风标准。风暴在墨西哥湾蜿蜒北上并稳步增强，达到最高强度后不久于8月25日以风力时速185公里强度在路易斯安那州霍玛附近登陆。进入内陆上空后，气旋转向西进并迅速减弱，最终于8月27日逐渐消散。
飓风登陆之际激起强烈风暴潮，对沿海地区构成重大破坏，特别是多座灯塔受损严重。狂风重创基础设施和农作物，还摧毁部分民房并导致通讯中断。风暴降下暴雨，其中路易斯安那州的唐纳森维尔降雨量最高，达370毫米，对农作物可谓雪上加霜。美国墨西哥湾沿岸地区发生大面积停电。整场飓风共导致25人丧生，经济损失估计达600万美元。

## 气象历史
据附近气象站和船只的天气观测报告显示，加勒比海中部的大规模低气压区于8月20日发展成热带低气压。气旋稳步向西北偏西方向的西加勒比海移动并缓慢增强，到协调世界时次日中午12点已达到热带风暴强度。气象学界之前一直认为系统在8月22日前都还只是开放式低压槽，经过大西洋飓风再分析计划才认定上述发展历程。8月22日晚，风暴在经过古巴西部的瓜纳阿卡维韦斯半岛后在墨西哥湾内开始略朝西面转向。
8月22日进入墨西哥湾后，气旋继续强化，于次日清晨在尤卡坦半岛北面达到现代萨菲尔-辛普森飓风等级下的一级飓风标准。附近一艘船只测得994毫巴（百帕，29.36英寸汞柱）气压，另外多艘船只测得类似数值。8月24日，系统开始因附近冷锋的影响蜿蜒北上逼近路易斯安那州，同时还在继续强化，于当天达到二级飓风标准，次日又成为三级飓风。8月25日晚21点，有船只发现气旋中的风眼，并测得每小时160公里风速和959毫巴（百帕，28.32英寸汞柱）气压。
达到大型飓风强度后，风暴继续强化，直至8月25日晚23点从路易斯安那州霍玛附近登陆，当地测得959毫巴（百帕，28.32英寸汞柱）气压，气象机构据此估计此时气旋的风力时速为185公里，最低气压955毫巴（百帕，28.2英寸汞柱），飓风的最大风速半径约为37公里。进入陆地上空后，风暴急剧减弱，到8月26日中午12点已在路易斯安那州巴吞鲁日附近上空消退成热带风暴。次日，气旋在向西移动期间进一步弱化成热带低气压，最终于8月27日下午18点在德克萨斯州希尔县县城希尔斯伯勒（Hillsboro）退化成开放式低压槽。

## 防灾措施
面对飓风来袭，美国国家气象局驻新奥尔良办事处于8月23日开始发布热带气旋警告和公告。首先是新奥尔良至德克萨斯州马塔哥达县马塔哥达（Matagorda）之间的美国墨西哥湾沿岸地区于当天凌晨4点30分收到风暴警告，称有相当强烈的天气系统逐渐逼近。次日气旋出人意料地转向北上，上述风暴警告的生效范围东移至路易斯安那州摩根城至德克萨斯州加尔维斯敦；摩根城至阿拉巴马州莫比尔之间的气象部门则于凌晨4点发布飓风警告。莫比尔向东直至佛罗里达州阿巴拉契科拉也收到风暴警告。飓风在陆地上空迅速减弱后，新奥尔良办事处于8月25日早上5点中止发布警告和公告。为了把信息送抵可能受到影响的地区，气象部门采用包括信件、电报在内的多种方式传送警告。气旋逼近海岸期间，美国国家气象局还开始尝试通过无线电向海上船只发送地面天气分析图，建议莫比尔近海船只返回莫比尔港（Port of Mobile），浮动船坞及其装载的资产则转移到新奥尔良。由于飓风可能会对棉业产生影响，棉花股票市场的首比交易增益达到8至15个百分点，收盘股价净收益则高达24%。

## 影响

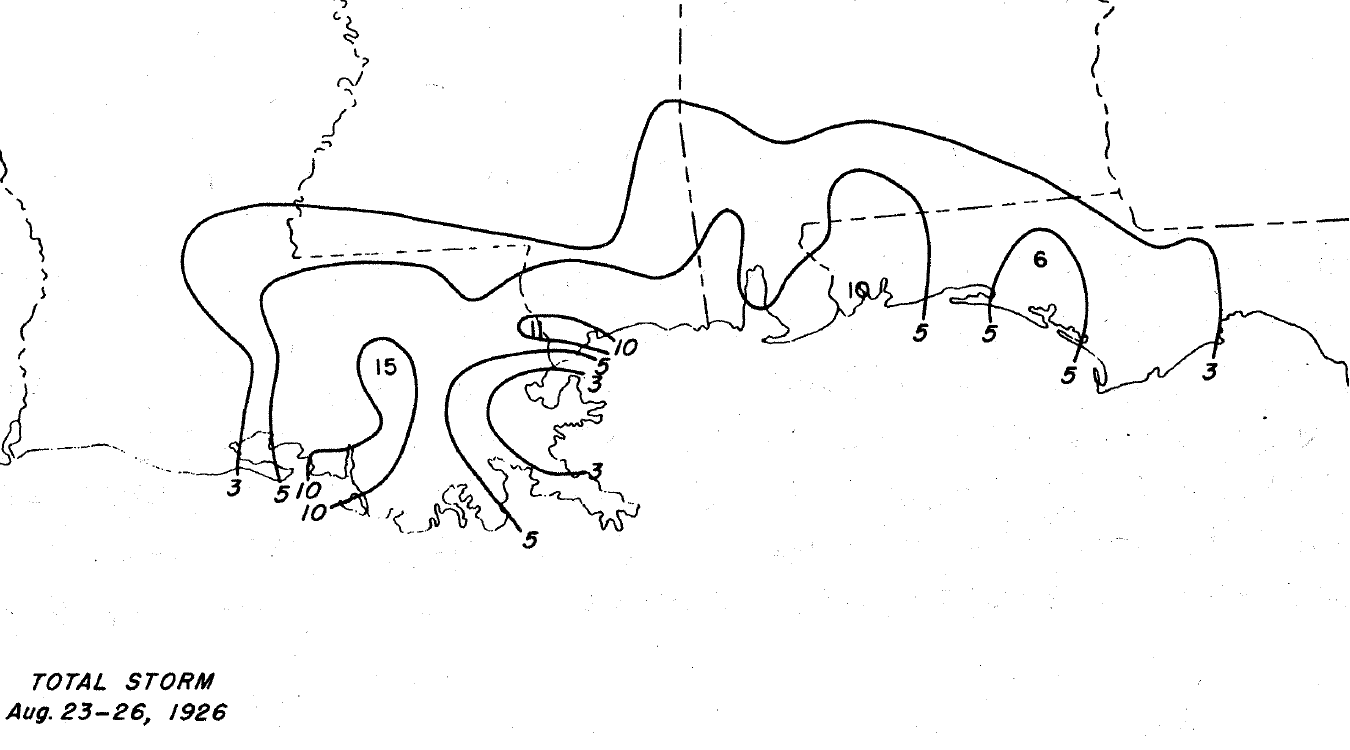
飓风在美国的降水分布

路易斯安那州泰勒博恩堂区测得4.6米的风暴潮，坦巴利耶湾（Timbalier Bay）的潮水比正常水平高三米。新运河灯塔受到狂风大浪破坏，这座灯塔此前已因1915年新奥尔良飓风受损，此次再度受创后，有关部门将灯塔地基加高0.9米。坦巴利耶湾的第三号灯塔也受到气旋破坏。风暴期间，多艘未能及时撤回港口的小型双桅渔船失踪。密西西比河上流位于唐纳森维尔附近流域有一艘船沉没。
风暴登陆时，路易斯安那州海岸沿线风力达到飓风强度。格兰德艾尔测得每小时160公里的持续风速，蒂博和拿破仑维尔的阵风时速估计高达195公里。蒂博有三所教堂、一间仓库和十家商店被毁。新奥尔良的一间气象站测得全市最高的时速84公里阵风。新奥尔良至巴吞鲁日间地区受到重创，许多树木连根拔起，多个谷仓倒塌，新奥尔良部分窗户因狂风破损。巴吞鲁日出现停电，当地电力公司因此蒙受约两万美元的损失。摩根城的通讯线缆中断，导致该市同外界失去联系，还有许多房屋的屋顶被狂风刮落。摩根角（Morgan Point）近海有一艘渡船失事。霍玛在风暴来袭期间估计有90%的甘蔗毁于一旦，市内的糖仓和一座圣公会教堂也被摧毁。由于风力太大，对铁路运输构成威胁，南太平洋铁路的三辆列车一度困在杰佛逊堂区的埃文代尔（Avondale）。狂风暴雨还引起一架邮政飞机坠毁。杜兰大学因气旋来袭发生火灾，将化学系的一幢楼房烧毁，新奥尔良另有多地发生火灾。
飓风登陆前，美国墨西哥湾沿岸地区的大气变得很不稳定，这种因素同来袭的风暴共同影响，在沿海地区降下暴雨，其中唐纳森维尔降雨量最高，8月25至26日的短短24小时里就降下370毫米。包括唐纳森维尔在内的11个地点24小时降雨量创下历史新高。泰勒博恩堂区的施里弗（Schriever）有座长山核桃果园在暴雨中被毁，克罗利的庄稼受损。其他沿海地区的降雨量大多在76毫米以上。佛罗里达州西北狭长地带的最高降雨量有250毫米，局部降雨量至少也有130毫米。整场风暴共造成25人丧生，损失总额估计为600万美元，其中400万美元属基础设施受损。风暴过去后，美国红十字会向霍玛及其他灾区提供援助物资并协助善后工作。